# 투구게속
투구게속(Tachypleus)은 동아시아와 동남아시아에 사는 투구게를 포함한 속이다.

## 종
- 투구게 (Tachypleus tridentatus)
- 남방투구게 (Tachypleus gigas)